# Orkiestra Polskiego Radia w Warszawie

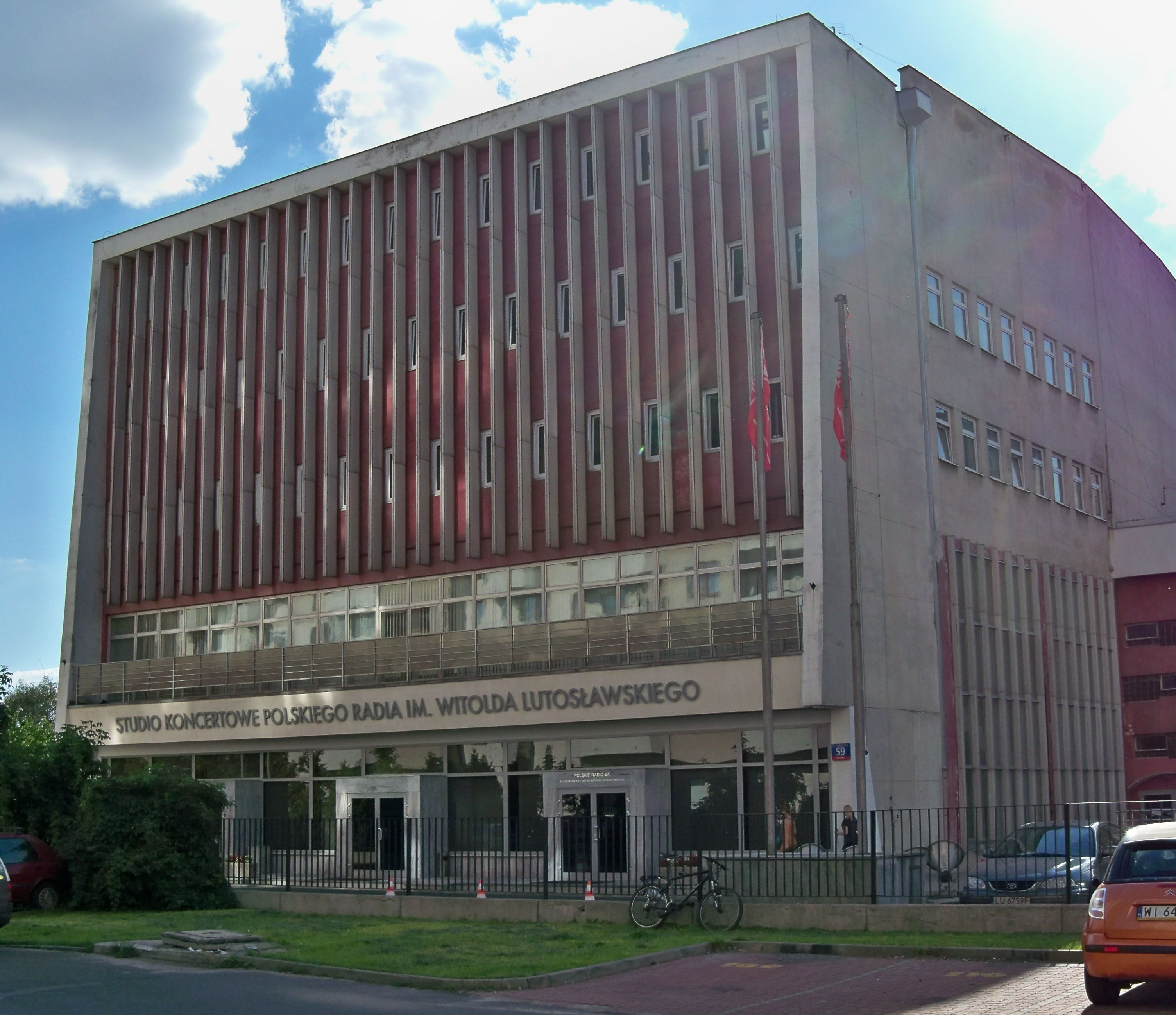
Studio Koncertowe im. Witolda Lutosławskiego Polskiego Radia.

Orkiestra Polskiego Radia w Warszawie (do maja 2019 Polska Orkiestra Radiowa) – polska orkiestra symfoniczna powstała w 1945 roku w Warszawie z inicjatywy skrzypka i dyrygenta Stefana Rachonia. Działalność orkiestry początkowo ograniczała się do realizacji nagrań dla Polskiego Radia i Telewizji.
W połowie lat 70. XX wieku nastąpił rozwój orkiestry. Zachodziły również zmiany na stanowisku dyrektora artystycznego. Kolejno dyrektorami byli: Włodzimierz Kamirski, następnie Jan Pruszak i Mieczysław Nowakowski. W 1990 roku stanowisko objął Tadeusz Strugała, za którego kadencji orkiestra zmieniła siedzibę z mieszczącego się w Warszawie przy ulicy Myśliwieckiej studia M-1 do Studia Koncertowego Polskiego Radia im. Witolda Lutosławskiego przy ulicy Modzelewskiego.
Orkiestra Polskiego Radia w Warszawie na przestrzeni lat swej działalności koncertowała w takich krajach jak: Niemcy, Francja, Włochy, Szwajcaria, Szwecja, Holandia, Austria czy Hiszpania. Z orkiestrą współpracowali ponadto kompozytorzy muzyki filmowej, tacy jak: Jan A.P. Kaczmarek, Stanisław Syrewicz i Maciej Zieliński.
2 lutego 2015 na stanowisko Dyrektora Artystycznego Orkiestry Polskiego Radia w Warszawie został powołany Michał Klauza.

## Dyrektorzy orkiestry
- Stefan Rachoń (1945–1976), (1975–1980, jako dyrygent)[6]
- Włodzimierz Kamirski (1976–1980)
- Jan Pruszak (1980–1988)
- Mieczysław Nowakowski (1988–1990)
- Tadeusz Strugała (1990–1993)
- Wojciech Rajski (1993–2006)
- Łukasz Borowicz (2007–2015)
- Michał Klauza (od 2015 jako dyrektor artystyczny)
- Krzysztof Kur (od listopada 2016 roku jako zastępca dyrektora, od września 2017 do stycznia 2023 roku jako dyrektor)

## Wybrane nagrania zrealizowane przez orkiestrę
- Zygmunt Krauze – Dzieła orkiestrowe (1999, Polskie Radio)[7]
- Wojciech Kilar – Koncert fortepianowy Preludium chorałowe Orawa (1999, KOCH)[8]
- Henryk Miśkiewicz – Altissimonica (1997–99) (2004, Polskie Radio)[8]
- Adam Bogacki – Kontrabas (2006, Polskie Radio)[8]
- Dominik Połoński – Wiolonczela (2006, Polskie Radio)[8]
- Bogusław Mec – Duety (2008, Polskie Radio)[8]
- Józef Zeidler, Maksymilian Koperski – Musica Sacromontana (2009, Polskie Radio)[8]